# Renate Sommer

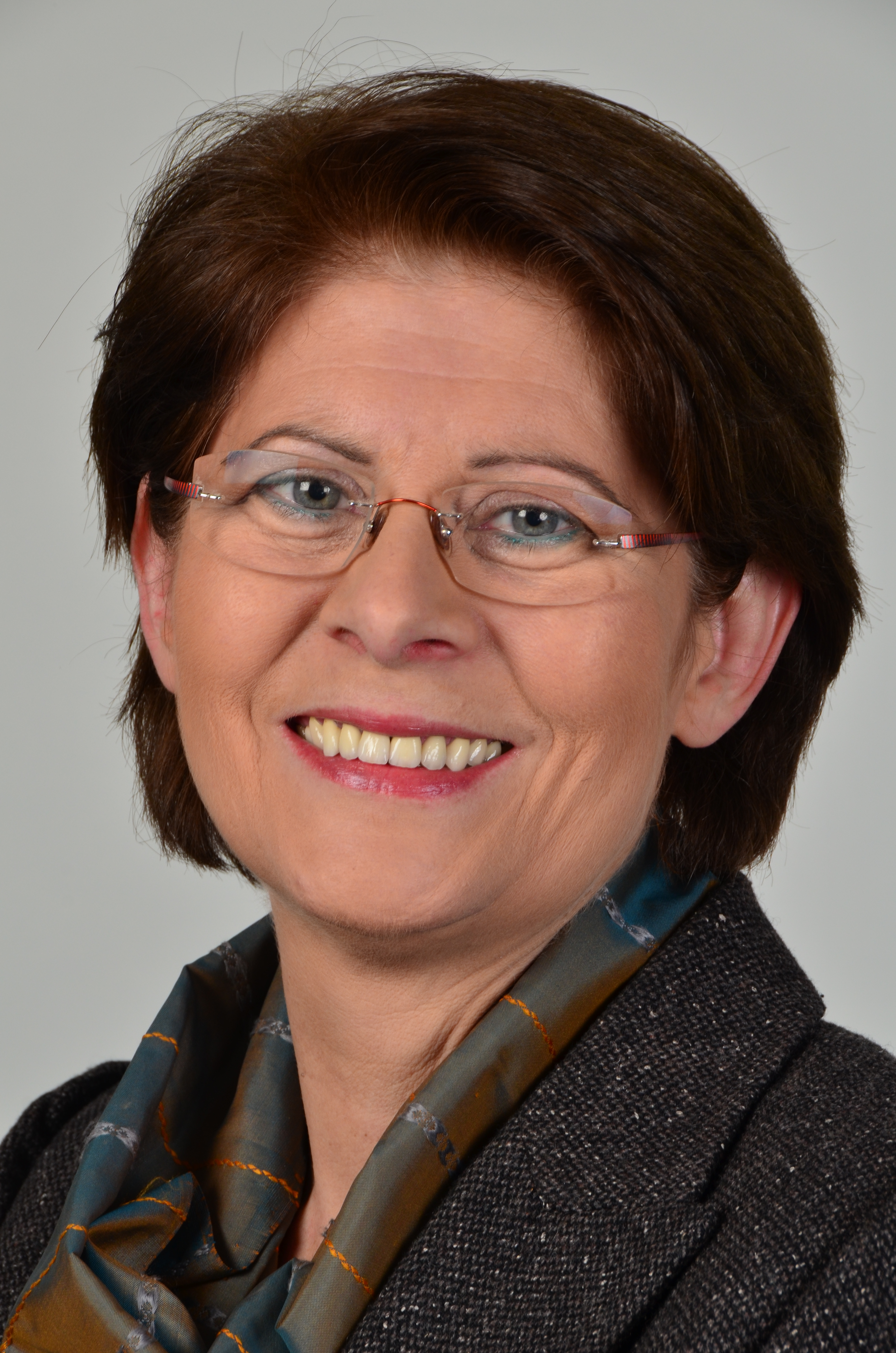
Sommer 2014

Renate Thekla Walburga Maria Sommer (* 10. September 1958 in Bochum) war von 1999 bis 2019 eine Europaabgeordnete der CDU für Nordrhein-Westfalen in der Europäischen Volkspartei.

## Leben

### Ausbildung und Beruf
Sommer studierte bis 1984 Agrarwissenschaften und erlangte 1996 an der Universität Bonn einen Dr. agr. in der Abteilung Welternährungswirtschaft.

### Parteilaufbahn
Bis 1999 war Sommer in der CDU Herne aktiv, unter anderem als Kreisvorstand und stellvertretende Vorsitzende der Fraktion. 1994 war sie Gründungsmitglied der Europa-Union Herne, deren stellvertretende Vorsitzende sie immer noch ist.

### Öffentliche Ämter
Von 1994 bis 1999 war Sommer Stadtverordnete in Herne.
Sommer war von 1999 bis 2019 Mitglied des Europäischen Parlaments.
Sie war über 10 Jahre Mitglied im Ausschuss für Verkehr und Fremdenverkehr, wechselte aber 2009 in den Ausschuss für Bürgerliche Freiheiten, Justiz und Inneres. Außerdem war sie Mitglied im Ausschuss für Umweltfragen, Volksgesundheit und Lebensmittelsicherheit sowie Mitglied in der Delegation im Gemischten Parlamentarischen Ausschuss EU-Türkei.

### Sonstiges Engagement
Sommer war bis 2019 Mitglied der Europa-Union Parlamentariergruppe im Europäischen Parlament.

### Privates
Sommer ist verheiratet und hat eine Tochter.

## Politische Positionen
In die Kritik einiger Verbraucherschützer geriet Sommer im Dezember 2009, als sie sich gegen eine verpflichtende Farbkennzeichnung von Lebensmitteln nach dem Ampelmodell aussprach. Sommer folgte damit der Auffassung der Deutschen Gesellschaft für Ernährung, die eine derartige Kennzeichnung aufgrund des fehlenden wissenschaftlichen Hintergrundes ablehnt. Stattdessen setzte sich Sommer für eine klare Kennzeichnung des Energiegehalts auf der Verpackungsvorderseite sowie eine Bezugsgröße der Angaben auf 100 g/ml für bessere Vergleichbarkeit von Produkten ein. Auch Vorschläge zum besseren Schutz der Verbraucher vor Lebensmittelimitaten mit irreführenden Bezeichnungen, etwa „Analogkäse“, gehen auf sie zurück. Eine Kennzeichnungspflicht für Fleisch in Fertiggerichten lehnt sie ab.